# Holderbach (Jagst)
Der Holderbach ist ein etwas über 5 km langer Bach im Brüchlinger Wald im Gebiet der Stadt Langenburg und am Rande des Gemeindegebietes von Blaufelden im Landkreis Schwäbisch Hall im nordöstlichen Baden-Württemberg. Der erst etwa nördliche, dann ungefähr westlich laufende Bach mündet zwischen dem Langenburger Weiler Unterregenbach und dem Dorf Eberbach der Nachbargemeinde Mulfingen im Hohenlohekreis von rechts in die mittlere Jagst.

## Name
Nach einer lokalen Quelle entsteht der Holderbach, anders als hier dargestellt, erst am Ende der Ackerlichtung Brückleswiesen aus dem Zusammenfluss des Ilgenbachs und des Baches aus dem Gewann Kalter Brunnen (hier: Kalter Brunnenbach). Der bis dorthin etwa 1,9 km lange Anfangsabschnitt des abwärts der Stelle noch 3,2 km langen Holderbachs wäre demnach dessen linker Oberlauf Ilgenbach.

## Geographie

### Verlauf
Der Holderbach entspringt etwa 1,3 km nordöstlich der Ortsmitte des Weilers Atzenrod der Kleinstadt Langenburg umngeben von Äckern im Gewann Glaswiesen auf etwa 477 m ü. NHN. Dort beginnt abrupt ein schnurgerade nordostwärts laufender Graben, der nach etwa einem Viertelkilometer eine krautige Feuchtwiese am linken Ufer passiert, in der ein winziger flacher Teich anscheinend vom Graben her gespeist wird und in ihn wieder entwässert. Schon nach etwas über 0,3 km tritt der Holderbach ins Waldgewann Weißbusch ein, ab dem er überwiegend im Wald läuft. Dort fließt er in natürlicherem Lauf etwas gewunden, 1–3 Meter breit und teilweise mit Verzweigungen mit nach wie vor wenig Gefälle und wendet sich nach Nordwesten. Etwas danach läuft er, nun wieder begradigt, an der Grenze des Auholzes im Nordosten zur südöstlichen Bucht einer großen Waldlichtung entlang, in der überwiegend Äcker liegen. Wo diese Bucht mit dem südwestlichen Lichtungsteil Lückenwiesen zusammenhängt, fließt aus diesem, unbeständig wie hier der Holderbach selbst, ein erster größerer Nebengraben von links zu, wonach der Holderbach durch eine Flurenge nordwärts in die Lichtungsweitung Brückleswiesen eintritt, wo er aus einer Quelle dicht am Lauf gespeist wird. Am Ende dieses Flurzipfels mündet von Ostsüdosten her der Kalte Brunnenbach, der 0,5–1,5 m breit das Waldgewann Kalter Brunnen durchläuft, an einer Quelle gleichen Namens entspringt und ebenfalls zuweilen trocken liegt.
Auf nun nurmehr 442 m ü. NHN und nach gut einem Drittel seines Laufes beginnt der Holderbach dort nun seinen langen Lauf in völlig geschlossenem Wald, auf dem er sich nun stärker und in eine der landschaftstypischen Muschelkalkklingen eingräbt. Zunächst läuft er dabei noch nordnordwestwärts, bis ihm von Nordosten her der Waldbach Hessenbach zumündet, wonach er sich nach Westen wendet. Bis zu sechs Meter breit fließt er nun gefällereicher in Schlingen unter Waldhängen, von denen her ihn Sicker- und Fließquellen speisen, teils mit Versinterungen. In seinem steinigen Bett liegen zuweilen größere Blöcke, an Prallhängen stehen über diesem Steilufer. Ein größerer Zufluss aus der Holderklinge erreicht ihn auf diesem Wegstück von Südsüdosten her. Knapp einen Kilometer vor der Mündung weitet sich das Tal langsam zum Trichter, die mittleren Hänge öffnen sich zu Wiesen, während darüber und in der unteren Talmulde weiterhin Wald steht und der Bach mehr und mehr westsüdwestlich fließt. Wo der Wald am Übergang ins Jagsttal auch in der Mulde aussetzt, fließt aus dem Südosten der Bach aus der Schneckenklinge zu, der einzugsgebietsreichste aller Zuflüsse. Dann überquert gleich die am Rand der Flussaue verlaufende L 1025 auf einer Brücke den Holderbach und dieser läuft, weiterhin von einer Baumgalerie begleitet, auf etwa 278,9 m ü. NHN, unterhalb des Langenburger Weilers Unterregenbach und oberhalb des Dorfes Mulfingen der flussabwärts bald beginnenden Gemeinde Mulfingen, von rechts der mittleren Jagst zu.
Der 5,2 km lange Holderbach mündet etwa 198 Höhenmeter unterhalb seiner Quelle und hat auf diesem Weg ein mittleres Sohlgefälle von etwa 38 ‰.

### Einzugsgebiet
Der Holderbach hat ein etwa 6,7 km² großes Einzugsgebiet, das überwiegend im Wald liegt, der links seines großen Bogens nach links mit etlichen teils feuchten Lichtungen durchsetzt ist. Der höchste Punkt liegt auf einem kleinen beackerten Hügelrücken wenig südwestlich der Quelle, wo das Terrain etwa 491 m ü. NHN erreicht.
Reihum grenzen die Einzugsgebiete der folgenden Nachbargewässer an:
- Südlich des genannten, nur kurzen Hügelrückens liegt das obere Einzugsgebiet des Schindbachs, der zu Füßen des Langenburger Talsporns von rechts in die Jagst mündet.
- Im Südwesten fließt der Reisichsbach etwas abwärts von diesem zur Jagst.
- Im Westen liegt jenseits der Wasserscheide unmittelbares Einzugsgebiet der Jagst an, der dort bis zur Holderbach-Mündung nur gewöhnlich trockene Hangmulden zulaufen, kurz nach ihr daneben auch der nur kurze Bach aus der Weidenklinge.
- Im Norden und Osten grenzt das Einzugsgebiet des etwas größeren Rötelbachs an, der in weiterem Bogen als der Holderbach noch weiter abwärts die Jagst erreicht; seine Quelle liegt nur etwa 1,3 km östlich der des Holderbachs.
- Im Süden entwässert das Gebiet jenseits eines wiederum kurzen Wasserscheidenabschnitts bis zurück auf den Hügelrücken über den Michelbach zur Brettach, einen Jagstzufluss noch weit vor dem Schindbach und bedeutender als alle bisher genannten.

Naturräumlich gesehen ist das Einzugsgebiet Teil der Kocher-Jagst-Ebenen und liegt zum überwiegenden Teil in deren Unterraum Bartenstein-Langenburger Platten, mit einem kleinen mündungsnahen Teil im Unterraum Mittleres Jagsttal. Politisch gehört der überwiegende Anteil des Einzugsgebietes und insbesondere der gesamte Anteil linksseits des großen Bachbogens zur Kleinstadt Langenburg. Einen kleineren hat die Nachbargemeinde Blaufelden, ihr Gebiet reicht auf dem nach Westen laufenden Teil des Bachlaufs auf langem Abschnitt bis ans rechte Ufer. Beide Kommunen gehören zum Landkreis Schwäbisch Hall. Daneben gehört ein sehr kleiner Randstreifen von weniger als 0,1 km² Größe im Gewann Löffelstelzen rechts über dem unteren Lauf zur Gemeinde Mulfingen im Hohenlohekreis.
Siedlungsplätze gibt es weder am Lauf noch im Einzugsgebiet.
Gegen Ende der 2010er Jahre wurde im Waldgebiet Brüchlinger Wald um den Holderbach ein Dutzend großer Windräder errichtet, für die recht große Lichtungen geschlagen wurden. Der Betrieb begann im Jahre 2018.

### Zuflüsse und Seen
Liste der Zuflüsse und  Seen von der Quelle zur Mündung. Gewässerlänge, Einzugsgebiet und Höhe nach den entsprechenden Layern auf der Onlinekarte der LUBW. Andere Quellen für die Angaben sind vermerkt.
Quelle des Holderbachs auf etwa 477 m ü. NHN im Feldgewann Glaswiesen nordöstlich von Langenburg-Atzenrod. Der Bach fließt auf der ersten Laufhälfte in etwas schwankender Richtung insgesamt nordnordwestwärts.
- Passiert einen flachen Kleinteich in einer krautigen Feuchtwiese links des Laufs kurz vor seinem Eintritt in den Wald und dessen Gewann Weißbuschauf etwa 472 m ü. NHN, deutlich unter 0,1 ha.[LUBW 6] Vor und nach dem Teich verbindet diesen jeweils eine bogenförmige Rinne mit dem Holderbach.
- (Bach aus den Lückenwiesen), von links und Südwesten auf etwa 450 m ü. NHN an der Flurenge zwischen den Lichtungen Lücken- und Brückleswiesen, ca. 0,8 km[LUBW 7] und ca. 0,5 km². Entsteht auf etwa 475 m ü. NHN am Nordrand des Waldgewanns Lücke zur Lichtung Lückenwiesen. Wie der Holderbach um den Mündungsort herum selbst unbeständig.
- Kalter Brunnenbach, von rechts und Ostsüdosten auf etwa 442 m ü. NHN[LUBW 2] am Ende der Ackerlichtung Brückleswiesen, 0,9 km und ca. 0,6 km². Entspringt auf etwa 468 m ü. NHN dem Kalten Brunnen an der Waldgemarkungsgrenze von Langenburg zu Blaufelden-Billingsbach.
- Hessenbach, von rechts und Nordosten auf etwa 425,9 m ü. NHN[LUBW 2], 0,6 km und ca. 0,5 km². Entspringt auf etwa 464 m ü. NHN zwischen den Waldgewannen Oberem Tränkschlag im Nordwesten und Dachbühle im Südosten.
An diesem Zufluss knickt der Holderbach auf westlichen Lauf.
- (Bach aus der Holderklinge), von links und Südsüdosten auf etwa 382,6 m ü. NHN[LUBW 2], 0,8 km und ca. 0,4 km². Entsteht auf etwa 462 m ü. NHN etwa 0,3 km nördlich der Waldhütte in der Lichtung im Storchsnest.
- (Bach aus der Schneckenklinge), von links und Südosten auf etwa 293 m ü. NHN mündungsnah nach dem Waldaustritt, 0,6 km und ca. 1,1 km². Entsteht auf etwa 397 m ü. NHN in seiner Klinge.

Mündung des Holderbachs von rechts und zuletzt etwa Osten auf etwa 278,9 m ü. NHN zwischen Langenburg-Unterregenbach und Mulfingen-Eberbach kurz vor der Stadtgrenze in die mittlere Jagst. Der Holderbach ist 5,2 km lang und hat ein 6,7 km² großes Einzugsgebiet.

## Geologie
Auf der welligen Hochebene des größeren Teils des Einzugsgebietes liegt eine Lettenkeuper-Schicht (Erfurt-Formation) dem Muschelkalk im tieferen Untergrund auf, dessen höchste Schicht Oberer Muschelkalk der Holderbach und der Kalte Brunnenbach erst kurz vor ihrem Zusammenfluss am Ende der Brückleswiesen erreichen, während der spätere linke Zufluss aus der Holderklinge diesen vergleichsweise früher erreicht und der letzte aus der Schneckenklinge schon seinen gewöhnlichen Ursprung darin hat. Der Holderbach erreicht den Mittleren Muschelkalk erst unterhalb des Holderklingenzulaufs weniger als einen Kilometer und den Unteren weniger als einen halben Kilometer vor seiner Mündung.
Der Muschelkalk im Gebiet ist verkarstet, was die zahlreichen Dolinen im Einzugsgebiet anzeigen, die sich im Römerschlag oberhalb der Schneckenklinge zu einem dichten Dolinenfeld im Grenzbereich Lettenkeuper/Muschelkalk gruppieren, wo kleine Rinnsale im Grund der Erdfälle verschwinden. Auch die Unbeständigkeit der Gewässer und insbesondere der Wechsel von wasserführenden und trockenen Abschnitten des Gewässerbetts in den tiefen Klingen weisen auf Versickerung in Karstklüften hin.
An den höheren Oberläufen, wo die Bäche noch flach fließen, etwa im Bereich der in Buchten gegliederten Großlichtung bis hin zur Brückleswiese, liegen oft breit um die Läufe holozäne Abschwemmmassen.
Zwei etwa von Südost nach Nordwest ziehende Störungen werden vermutet, eine im Bereich des Laufknicks des Holderbachs nach Westen, eine etwas auf der Tallinie der Schneckenklinge.

## Natur und Schutzgebiete
Wenig östlich der Holderbach-Oberlaufs im Weißbusch steht außerhalb in der Flurbucht Schweizersweide locker eine Gruppe alter Eichen. Außer der großen gegliederten Lichtung wenig abwärts bis einschließlich der Brückleswiesen gibt es weitere, kleinere teils feuchte Lichtungen im Wald, insbesondere im Pfaffenschlag zwischen Holder- und Schneckenklinge, wo auch in einer kleinen Quellrinne weit oberhalb des Holderbachtals ein Gerinne zeitweilig versickert. Über dem untersten Lauf gibt es am offenen Hang Magerrasenflächen und Feldhecken.
Das Landschaftsschutzgebiet Mittleres Jagsttal mit Nebentälern und angrenzenden Gebieten umfasst die überwiegend bewaldeten Hänge links des westwärts laufenden Untertals ab der zulaufenden Holderklinge, weiter abwärts beginnend auch die rechten. Über diesem gehört der kleine Mulfinger Gebietsanteil am Einzugsgebiet im Löffelstelzen zum unmittelbar anschließenden Landschaftsschutzgebiet Jagsttal mit Nebentälern und angrenzenden Gebieten zwischen Kreisgrenze Schwäbisch Hall und Gemeindegrenze Krautheim/Schöntal. Ein kleiner Zwickel eines Wasserschutzgebietes am rechten Jagsttalrand gegenüber Unterregenbach reicht über die südwestliche Wasserscheide herüber bis ins Holderbach-Einzugsgebiet.

### LUBW
Amtliche Online-Gewässerkarte mit passendem Ausschnitt und den hier benutzten Layern: Lauf und Einzugsgebiet des Holderbachs

Allgemeiner Einstieg ohne Voreinstellungen und Layer: Daten- und Kartendienst der Landesanstalt für Umwelt Baden-Württemberg (LUBW) (Hinweise)
1. 1 2  Höhe nach dem Höhenlinienbild auf dem Hintergrundlayer Topographische Karte.
2. 1 2 3 4 5  Höhe nach schwarzer Beschriftung auf dem Hintergrundlayer Topographische Karte.
3. 1 2 3 4  Länge nach dem Layer Gewässernetz (AWGN).
4. 1 2  Einzugsgebiet nach dem Layer Basiseinzugsgebiet (AWGN).
5. ↑  Einzugsgebiet abgemessen auf dem Hintergrundlayer Topographische Karte.
6. ↑  Seefläche abgemessen auf dem Hintergrundlayer Topographische Karte.
7. ↑  Länge abgemessen auf dem Hintergrundlayer Topographische Karte.
8. ↑  Dolinen insbesondere im Römerschlag teilweise nach dem Layer Biotop.
9. ↑  Schutzgebiete nach den einschlägigen Layern, Natur teilweise nach dem Layer Biotop.

### Andere Belege
1. 1 2  Linker Oberlauf Ilgenbach nach Wo Holderbach und Reisichsklinge-entspringen auf der Website der Ortsgruppe Langenburg des Schwäbischen Albvereins, abgefragt am 21. August 2019.
2. ↑  Abfluss-BW - Daten und Karten
3. ↑  Wolf-Dieter Sick: Geographische Landesaufnahme: Die naturräumlichen Einheiten auf Blatt 162 Rothenburg o. d. Tauber. Bundesanstalt für Landeskunde, Bad Godesberg 1962. → Online-Karte (PDF; 4,7 MB)
4. ↑  Seite zum Windpark Langenburg auf der Website der EnBW, abgefragt am 21. August 2019.
5. ↑  Geologie nach den Layern zu Geologische Karte 1:50.000 auf: Mapserver des Landesamtes für Geologie, Rohstoffe und Bergbau (LGRB) (Hinweise)